# 有福島
有福島（ありふくじま）は、五島列島を構成する島の一つである。行政区分は、長崎県南松浦郡新上五島町に属する。

## 概要
2004年の新上五島町誕生前は旧若松町の六つの島の一つで、特に有福島と日島は水道管が他島と接続していなかったため、貯水池を水源にしていたが、夏場に水不足が発生することもあった。
陸路は住民の悲願だったが、旧若松町では橋ではなく漁業施設を整備するとともに防波堤を建設することで漁港漁場整備法に基づく臨港道路として工事に着手することが可能になった。その結果、1970年度に漁生浦島 - 有福島間の護岸（南防波堤、全長345m）、1978年度に有福島 - 日島間の護岸（北防波堤、全長221m）が完成し、長崎県道日ノ島猿浦線の一部となり、臨港道路とすることで町が管理する道路となった。
若松島の針木ダムから防波堤に敷設した水道管で水の供給を受けている。
1991年の若松大橋（若松島 - 中通島間）の完成により中通島まで地続きになった。
2022年7月1日現在、59世帯、人口102人である。

## 主な施設
- カトリック有福教会
- 頭子神社（キリシタンを祀った神社）
- 日島簡易郵便局（2009年に日島から移転）

## 交通
- 奈良尾港から車で約45分
- 西肥バス若松島内線、若松港ターミナルからバスで約25分
  - 2004年に若松町営渡船の後を受けて若松町営スクールバスが運行を開始し、翌2005年に平成の大合併によって新上五島町スクールバスとなり、2014年に西肥バスに引き継がれた。
  - 島内には有福東・有福西の2ヶ所のバス停がある。